# 건방진 천사
건방진 천사(天使な小生意気)는 니시모리 히로유키의 만화 작품, 그리고 그 만화를 바탕으로 제작된 애니메이션.
만화는 '주간 소년 선데이'에서 1999년부터 2003년까지 발간했으며, 2001년에 쇼가쿠칸 만화상을 수상했다고 한다. 국내에서는 학산문화사에서는 '건방진 천사'라는 이름으로 번역되어 출간되었다.
애니메이션의 경우, 일본에서 2002년 4월에 방영이 시작된 애니메이션은 이듬해에 걸쳐 전50화라는 장편으로 막을 내렸고, 이는 심야에 방영된 애니메이션치고는 상당히 드문 사례로 남았다. 국내에서는 2006년 3월 20일부터 케이블 방송인 퀴니를 통해 방영이 이뤄진다. 그 후 2007년 2월 28일부로 퀴니 채널이 폐지되면서 방영권이 만료되었고, 이것을 투니버스가 재협상하여 취득하면서 2008년 2월 25일부터는 투니버스에서 재방영을 하였다.

## 줄거리
너무도 예쁜 외모로 인해, 자발적인 친위대까지 구성될 정도로 인기녀인 '아마츠카 메구미'. 그러나 그녀는 남자들에게는 전혀 관심도 없는 터프걸. 이렇듯 외모만으로는 여자 중의 여자 같은 아마츠카는 사실 6년전에는 어엿하게 '미키'라는 여자 친구까지 두었던 소년이었다.
그는 어느날 마법사를 괴롭히는 아이들을 물리쳐준 대가로 한권의 마법서를 받게된다. 이 마법서에서 나온 요정(요정이라고 단정짓기는 좀 무리가 있는)은 그에게 소원을 말하라고 하고, 아마츠카는 "남자 중의 남자"가 되게 해달라고 한다. 하지만 요정은 이 소원을 거꾸로 들어주게 되어 "여자 중의 여자" 만들어버리는 엄청난 일을 벌인다.
그래서 우여곡절 끝에 현재는 여자로 살게 된 '아마츠카 메구미'. 하지만 '겐조'라는 남학생이 그녀에게 한번 얻어맞은 이후로 푹 빠지게 되면서 점점 꼬여만 가게 되는데.....

## 등장인물

### 주인공
아마츠카 메구미 (天使 恵)
성우 : 하야시바라 메구미 / 양정화
본작의 주인공. 절세의 미소녀(신비의 미소녀 친구) 이자 부자 아마츠카가의 외동딸이다. 1인칭은 '나'.
야스다의 가락으로는 키 167cm, B85cm, W55cm, H85cm로 날씬한 몸매이며 허리까지 자란 아름다운 갈색머리의 생머리가 트레이드마크.
아홉 살까지는 남자아이였지만 어느 날 노인을 구해준 답례로 받은 하늘의 은혜라는 마법에서 나타난 소악마가 한 가지만 어떤 소원이든 들어주겠다며 남자 중의 남자로 만들어 달라고 부탁한다. 그러나 혜택은 남자 중의 남자가 아니라 여자 중의 여자가 되고 말았다. 이후 남자로 돌아갈 날을 꿈꾸며 투시능력자의 예언을 부탁하며 마본의 단서를 따라 겐가미네 고등학교에 미키와 함께 입학한다.
실은 처음부터 여성이자, 초등학교 시절, 친구 미키의 고뇌를 눈치채고, 자신이 미키를 지키는 왕자가 될 것을 맹세한다. 얼마 후 미키 유괴사건이 일어나 맹세대로 미키를 도와 유괴범을 몰아붙이지만 도주한 유괴범에게 머리 위에서 유리조각을 대량으로 뿌려져 위험한 상황에 처하지만, 급히 뛰쳐나온 겐조가 대신 유리조각을 맞음으로써 위기에서 벗어났다. 그 때, 미키를 지키지 못한 것, 겐조에게 구해져 큰 부상까지 입게 해버림으로써, 여자인 자신을 무력하다고 생각하며 실망, 소악마에게 「남자로 만들어 줘」라고 빌었다. 그러나 소악마는, 메구미가 남자(미키를 지키는 왕자님)가 되기로 결심했던 기억을 개찬하는 형태로 "남자로 해줘."라고 하는 소원만 이루어 주었을 뿐이었다. 그 때문에 마지막 장에서 기억이 돌아올 때까지 겐조를 만났다는 사실도 구해준 사실도 기억하지 못했다.
천사같은 미모와는 달리 남자답지 못하고 난폭하지만 책임감과 정의감이 강해 어려운 사람을 그냥 두지 못하는 성격이며, 어머니 왈 위험에 스스로 목을 처박는 타입. 정서적으로는 감정기복이 심해 일단 화가 나거나 화를 내면 그 미모에서 상상할 수 없을 정도로 말이 더러워진다. 또 앳된 티가 남아 있거나 빈틈이 있거나 순진한 티를 내는 등 그 천성적인 매력으로 주위 사람들로부터 끊임없이 사랑받고 있다.
문무양도에 뛰어나 성적은 학년 톱으로 전국 레벨에서도 톱 클래스의 학력을 자랑한다. 프랑스어를 비롯한 외국어도 능통하다. 남다른 운동신경을 가지고 교내 전 세계 경기기록을 계속 경신하고 있다.
어릴 적부터 무도의 길들이기를 익혔기 때문에 뛰어난 격투 센스와 탈모된 가벼운 몸놀림을 갖추고 있다. 그 격투 센스와 수련 덕분인지 소악마에게 걸린 저주(물건이 날아오거나 떨어지는 것)로 인한 재앙을 무난히 피해내 여러 차례 주위를 놀라게 했다.
남성보다 못한 완력을 격투 기술과 남다른 민첩성으로 충분히 보완하고 웬만한 남성보다 강하고 공기를 가르는 소리가 날 정도로 날카로운 발차기 기술이 특징이다. 그리고 '나는 무기를 들면 사리사직이 강하다'. 그러나 여성에게는 약하고 조롱을 당하거나 쉽게 놀림을 당한다.
또 요리만큼은 절망적으로 서툴렀지만 게이코에게 자극받아 연습한 결과 순식간에 능숙해졌다.
덧붙여 메구미가 이상으로 하는 <남자 중의 남자>란 외관이 전작 「오늘부터 나는 !!」의 이마이, 내면이 미하시와 이토를 가리키고 있다고 생각되는 씬이 있어, 그 때에 전작의 캐릭터가 평행 월드적으로 등장하고 있다.
같은 소학관(가가문고)으로부터 간행되고 있는 「GJ부」에 동성동명(읽기도 마찬가지)의 캐릭터가 등장하고 있다.
하나카인 미키 (花華院美木)
성우 : 오모토 마키코 / 여민정
메구미의 소꿉친구로 유일하게 메구미의 성별이 역전된 경위를 아는 친한 친구. 어렸을 때 메구미가 소악마와 조우했을 때 그 자리에 있었다.
늘 존재감이 있는 메구미 옆에 있기 때문에 수수한 인상을 주지만, 실은 상당한 미소녀로, 몰래 다수의 남학생에게 인기가 있다. 메구미 못지않은 재색을 겸비하며 혜만큼은 아니지만 무가 집안의 딸답게 높은 수준에서 실전 무술도 익히고 있다.
성격은 상냥하고 온화한 반면 담력이 강하고 정신적으로 강하다.때때로, 메구미나 겐조가 기가 죽을 정도의 박력을 보인다. 메구미보다 어른스러운 면도 있어, 조금 천연덕스러운 은혜의 추궁 역이기도 하다. 또 혜택과는 달리 감정이 잘 드러나지 않아 속마음을 드러내는 일이 적다.
친정은 천사 가문을 훌쩍 뛰어넘는 재계의 거물 화화원가. 현 당주인 할아버지는 일본의 막후 인물로 불릴 만큼 집안의 화려함의 그늘로 아기 때 부모를 화재사고로 잃으면서 다양한 트라우마를 안고 있다. 마음속은 친한 친구의 메구미로도 발을 디딜 수 없을 만큼 수수께끼가 많고 복잡한 환경에서 자라 복잡한 사정을 안고 있다.
할아버지를 낙점한 약혼녀가 있어 16세가 되면 출가한다고 정해져 있다.어린 나이에 자신의 정략결혼 소식을 듣고, 더욱이 상대가 시집을 잿더미처럼 이용하는 악산가임을 알고 절망. 메구미에게는 잠자코 있었지만, 이때 미키의 심상치 않은 모습이 메구미에게 '왕자'가 될 것을 맹세하게 한다. 또 할아버지가 정략결혼을 결정한 원인이 부모의 사망사고 때문이라는 것을 알고 있었기 때문에 할아버지를 위하고 부모의 명예를 위해 절친한 친구인 메구미에게 조차 자신의 속마음을 숨기고 결혼을 하기로 마음먹었다.

### 메구단
소가 겐조 (蘇我 源造)
성우 : 타카기 와타루 / 성완경
메구단의 한사람. 엉터리같은 정도의 강도와 압도적인 파워, 그리고 초등학교 때에 덤프에 치여도 상처없었을 정도의 남다른 터프한 육체의 소유자.초등학교 시절 당한 패배 이후 고등학교에 입학해 은혜에 질 때까지 무패를 자랑하던 무용전을 가진 불량 소년이다. 일명 어둠의 악왕. 키는 189cm.
악명 높은 적월중 시절에는 누구에게도 마음을 열지 않고 싸움질이나 일삼는 쿨한 악으로 두려웠지만 고등학교에서 억세고 아름다운 혜와 만나 그 매력에 사로잡힌 뒤로는 완전히 녹초가 된 바보상태. 메구미를 위해 쓸데없는 싸움을 그만두는 맹세를 하고, 메구미를 메구짱 등으로 부르며, 오직 메구미를 쫓아다니고 있다(냉정할 때는 혜라고 부른다).
그러나 아무리 메구미를 만나 성격이 많이 변해도 처절하기까지의 행동력과 근성만큼은 전혀 쇠약해 보이지 않고 오로지 혜가 이상으로 삼는 남자 중의 사나이를 지향하며 마구잡이로 분투한다.그 엄청난 애정과 확고한 신념으로 어느새 메구미를 자기 페이스에 끌어넣는다.
반면 나는 스토커가 아닐까 남자 중의 남자는 뭘까 혜가 남자로 돌아갈 수 있도록 도와줘야 하는데 혜는 여자로 있었으면 좋겠다고 고민하거나 메구미를 좋아하면서 고민에 빠진 불량소년이 된다.모든 것이 '혜의 행복이 나의 절대'라는 강한 신념과 행동은 점차 혜의 '여심'을 흔들게 된다.
얼굴에 흉터가 있지만 여기엔 과거의 중요한 비밀이 숨겨져 있다.
후지키 이치로 (藤木 一郎)
성우 : 다나카 카즈나리 / 정명준
메구단 1명 그냥 캐릭터태어나면서부터 평균점수뿐이고 남에게 내세울 게 하나도 없기 때문에 평범한 캐릭터에서 벗어나는 게 목표다. 지금까지 여성으로부터 잔인한 취급을 받고 있기 때문에, 꽤 콤플렉스도 강하고, 잘생기고 여성으로부터의 인기도 높은 고바야시에게는 여러가지로 구애받고 있다. 진심으로 메구미에게 반해 있지만, 겐조의 그늘에 가려 그다지 어필하지 못하고 있는 불우한 캐릭터. 또, 소악마로부터도, 생명력·운명력이 희박하다고 말해 쇼크를 받는 일도. 메구미는 메구미 씨라고 부른다(한번만 불러서 메구미의 뺨을 물들이게 하고 겐조를 분하게 했다). 싸움이 강한 것도 아니었지만 여러 차례 궁지를 헤쳐나가다 보니 막판의 배짱과 행동력은 원조 못지않아졌고 과도한 폭력을 당하더라도 스스로 맞서는 경우가 많아졌다. 메구미로부터의 인상도 처음에는 「그냥 보통 녀석」이었지만, 최종적으로 「꽤 멋있는 녀석」이라고 좋아지고 있다.유일하게 흔한 평범한 감각을 잃지 않고, 그래서 마음고생이 끊이지 않는다. 들러리로 끝나지 않고 외전에서는 한 편을 통째로 사용해 그의 마지막 회 이후의 일상이 그려져 있다.
야스다 다이스케 (安田 太助)
성우 : 우에다 유지 / 엄상현
메구단의 1명. 미니스커트나 수영복 등, 여성의 나체보다도 빠듯한 패션에야말로 집착하는 변태캐릭터. 반면 엄청난 지식량을 자랑하고 거기서 나오는 추리력도 예리해 소악마의 속임수를 가장 먼저 간파하는 등 머리가 좋다.메구미로부터도 「나리는 작아도 근성문」 「한다면 서슴지 않는 남자」라는 말을 듣는다. 특기는 「미행」 「거리를 걸으면 불량배가 들른다」.「메구미씨」라고 부르고 있다. 다른 메구단 멤버들과 마찬가지로 메구미를 따르지만 겐조나 후지키에 비하면 정직한 연애 대상이라기보다는 아름다운 여신적 존재로 그녀를 숭배하는 부분이 강하다.혜를 항상 감시하고, 혜에게서는 보이지 않는 곳에서 사진을 찍는 관견적 사고가 표면화되고 있다. 사실 안경을 벗으면 여자로 착각할 정도의 미소년이다. 하지만 들여다보기 편하고 자신의 변태 캐릭터에 맞는다는 이유로 굳이 안경을 끼고 다니는 근성이 강한 오타쿠 소년이기도 하다. 메구미에게서는 '약궁'이라고 불리기도 하다.
코바야시 히토모지(小林 一文字)
목소리 : 히야마 노부유키 / 신용우
메구단의 1명. 「무사」라고 아다명되고 있는 대로, 조부에게 「현대를 사는 최강의 무사」로서, 철이 들 무렵부터 엄격한 지도를 받고 있다. 무술을 상당히 높은 수준으로 수련하고 있어, 격투의 기술면만 보면 겐조를 족히 넘어, 메구미도 상회한다. 게다가 잘생겼다. 그래서 여학생들의 인기는 높지만, 남녀평등하게 다정하게 대하는 좋은 녀석이다.성격은 정의감이 강하고, 고풍스럽고 곧고 스토익. 등장시에는 메구미와 충돌하지만, 화해하고 나서는, 메구미에게 「내가 여자였다면 반했을 거야」 「멋진 녀석」등으로 호의적으로 받아 들여지고 있다. 그래서 겐조에게 가장 라이벌로 여겨지고 있다.
다소 세간의 감각에서 벗어나 있기 때문에 은혜는 별난 착한 아이라는 말을 듣기도 한다. 본인은 지나치게 성실한 성격 때문에 어둡다고 생각하는 듯했고, 소악마에 대해 실험 소원을 빌었을 때도 밝은 성격으로 만들어 달라고 진지하게 부탁했다. 메구미를 반드시 메구미씨라고 부른다.
한동안은 메구미에 대한 연애감정을 갖고 있는 듯하더니 어느새 그것을 넘어 한 인간으로서 메구미에게 존경하기 시작한다. 종반에서는, 실은 미키에 대해서 연애 감정을 품고 있던 것을, 겐조의 말에 의해서 알게 된다.
메구단의 일원이지만 급이 달라 매일 무술을 수행하기도 해 다소 단독 행동이 많다.「코바야시」라고 불리기도.

### 츠루가미네 고등학교의 사람들
키무라 로쿠 (木村 六)
성우 : 니시무라 토모히로 / 김정은
메구미의 반 친구 [메구단]의 전신인 [메구짱을 지키는 모임]의 전 멤버였지만, 메구미의 호화저택을 보고 사는 세계가 너무 다르다고 탈퇴했다. 수학여행에서 다시 등장해 후지키에게 자신의 여자친구를 소개한 뒤 메구미를 포기하고 여자친구를 만들라고 조언한다.
치에 (ちえ)
성우 : 사쿠라가와 아사에
메구미의 반 친구미키의 허혼사건 등에서는, 미키를 대신해서 대신하는 등 중요한 역할을 하는 일이 있어 귀중한 존재. 메구단안에서는 후지키와 사이가 좋고, 야스다와도 사귈 수 있는 드문 여자. 단, 가장 호의적인 눈을 돌리고 있는 것은 고바야시다.
나오미 (なお美)
성우 : 토요시마 마치코
메구미의 반 친구같은 반 친구인 지혜와 함께 메구미와 얽히는 일이 많다. 외모도 성격도 어른스럽다.
타나카 케이코 (田中 桂子)
성우 : 마츠이 나오코 / 이현진
메구미의 라이벌. 메구미를 적대시하는 영아로 애니메이션에서도 두 번에 걸쳐 격렬한 대결을 펼치고 있다. 남을 깔보고 압도하는 박력을 가지며, 이상하게 말솜씨가 좋다. 자신도 부호의 딸로 꽤 미인이지만 자신보다 돋보이는 혜에 대해 일방적인 적대심을 갖고 있다. 중학교때의 동창생이었던 메구미(恵)를 좇아 츠루가미네 고등학교로 전입한다. 과거에 심혈을 기울여 몇 번이나 혜를 궁지에 세운 듯하고, 혜가 그 쓰라린 경험으로부터 유일하게 두려워하는 인물로, 상봉시에는 미키의 배후에 숨는 등 상당히 두려워하고 있다. 적대심을 품은 이유는 초등학교 시절 악한에게서 구해 준 은혜의 강함과 아름다움에 넋을 빼앗길 만하면서도 자존심이 강한 자신에게 그런 생각을 하게 한 은혜에 증오심을 품었다는 거의 역한과 같은 것 같다. 자기 현시욕이 강하고 고집스러운 성격으로 주위를 곤란하게 하지만 남자의 불합리한 폭력에 맞서는 강한 마음을 가졌고 혜도 그 부분은 인정하고 있다.
시라사기 요시미 (白鷺 良美)
성우 : 쿠라타 마사요 / 이용신
케이코의 친구이자 하인. 케이코를 존경하는 영양게이코로부터는 정의, 혜로부터는 요짱으로 불린다. 게이코를 위해 게이샤 메구단에 대한 괴롭힘에 협력하되 악의는 없는 듯하다. 핀치를 메구미와 겐조에게 구원받았기 때문에 후반에는 메구미들과도 좋은 관계를 맺고 있다. 야마토나데시코배에서 도와준 겐조를 좋아하게 되지만 케이코에게 크게 반대된다. 그러다 수학여행 중 계단에서 떨어지는 곳을 후지키에게 구하고 이번에는 후지키를 좋아한다. 외전에서는 후지키를 찾아내어 달려가는 등 호의는 계속되고 있다.
교장 (校長)
성우 : 나카지마 아키히코
츠루가미네 고등학교의 교장. 평소엔 꽃 손질이 바쁜 듯 늘 농사복을 입고 등장한다. 혜를 딸(장미)보다 아름답다고 느끼고 있다.
니시다 선생님 (西田先生)
켄가미네 고등학교의 영어 교사. 통칭 "하니와 선생님". 메구미를 뒤쫓는 겐조에 대해서, 어차피 무모한 꿈"이라고 타일러도, 겐조의 순진한 마음으로부터 응원하게 된다.꿈은, 케이와 겐조의 결혼식에서 에피소드를 이야기하는 것.하지만 겐조는 절대 부르지 않겠다고 했다.
텔레비전 애니메이션에서는 미등장.

### 메구단을 둘러싼 어른들
요리코 (頼子)
성우 : 나카지마 치사토 / 정혜옥
아마츠카 가의 가정부. 아마츠카 가 집안에서 태어나 엘리트 가도로 돌진해 소르본대에서 공부한 재원하기도 하다. 그러나 은혜에 심취한 나머지 경력에 걸맞은 일을 하기보다는 은혜의 곁에 있는 것이 더 중요한 듯 현재의 직업을 그대로 갖고 있다. 메구미의 상대 후보로서 겐조를 좋아하는 듯 "나의 이치오시"라고 말하고 있다. 겐조를 '파이나 머리 군' '파이나 군' 등으로 부르고 있다. 게이코를 상대로 설전을 벌여도 뒤지지 않는 유일한 여성(단 한 번만 기가 질려서 한 적이 있다). 종잡을 수 없는 인물로 은혜에 심취한 나머지 불가해한 행동을 하기도 한다.
류사카 (流坂)
성우 : 이마무라 나오키 / 김정은
아마츠카 가의 가드맨. 겉모습은 임협도풍이지만 소탈한 인품이다. 경비 면에서는 전문적인 인간이며, 특히 긴급 시에 퇴로를 확보하거나 도망갈 길을 찾는 것에 관해서는 일류 기능을 가지고 있다. 요리코와 함께 경찰 시스템에 침입하는 등 특수한 스킬도 가지고 있는 것 같다. 직업상 무술에 있어서도 달인으로 여겨지는 묘사(악산의 측근 호소이를 몰아붙였을 때, 사카즈키와 같은 위험 인물이라는 의미인지 「프로 2명을 상대하는 것은 역시 위험하다」라고 한다)가 있다. 실력은 확실하지만 약간 컨디션이 좋지 않아 실수가 있다.요리코에게 호의를 베풀고 있지만, 그녀는 아는지 모르는지 일고의 눈길도 주지 않고 있다. 루팡 3세의 열렬한 팬.
사카츠키 (坂月)
성우 : 토리우미 카츠미 / 김기흥
미키의 경호원. 강호들만의 본작에 있어서도 월등한 실력을 가진 무술의 달인. 화화원 가문을 대대로 지켜온 무가 집안 출신으로, 그 중에서도 필두의 무인이다. 프로라고 불리는 그 길의 인간으로부터도 한 눈에 띄고 있다. 무서울 줄 모르는 신조조차도 그 현대인을 벗어난 인격과 압도적인 강함에 질려 있다. 코바야시에게는 존경받고 있다. 미키의 아버지겸형적 존재무표정하고 마음을 읽을 수 없는 인물상에서 혜에 돌이라는 별명이 붙었다. 실은 의외로 개그가 좋다.
반도우 (伴藤)
성우 : 오오카와 토오루
케이코의 교육계. 일견 강면에서 거리의 불량을 두려워할 정도의 박력이 있지만, 케이코에게는 휘둘려 하라는 대로 되어버린다.
미시마 (三島)
성우 : 에가와 히사오
다나카 가문의 하인. 은혜를 모함하기 위한 시나리오반.항상 이상한 곳에 숨어있어.혹사당하는 듯 시나리오에는 쉬어 달라는 말이 열거돼 있었다.
레이코 (礼子)
성우 : 나가시마 유코 / 김효선
도둑. 오사카에서 메구미와 알게되다. 본인은 초일류 도둑놈이지만 실력이 형편없다는 것. 메구미를 만나러 천사저택에 침입했을 때에는, 잘 숨어들었다고 생각했지만 실은 위험인물로 간주되지 않고 나가레자카에게 무시당했을 뿐이었다. 일단은 프로 도둑이므로 보통 사람보다는 몸이 가볍고, 이면사회에도 통한다. 새로운 마본을 손에 넣는 등 도둑으로서의 수완은 일단 발휘하고 있다.

### 가족·친족
아마츠카 케이카 (天塚 けいか)
성우 : 긴가 반죠 / 정승욱
메구미의 아버지. 메구미를 비정상적으로 익애하고 있다. 덧붙여서 어떤 일을 하는지 메구미도 모른다. 메구미의 방에 엿보기용 숨겨진 문을 몰래 만들고 있다. 메구미를 사랑하는 나머지 부모자식 관계 이상을 요구하기도 해, 메구미에게 기분나빠하거나 미키에게 혼나거나 경멸당하기도 한다.
아마츠카 츠바사 (天使 翼)
성우 : 우라와 메구미 / 윤여진
메구미의 어머니. 일로 해외를 떠돌아다니기 때문에 별로 집에 없다. 도도한 면이 있으면서도 엄격한 성격으로 메구미의 남자관계를 걱정한다. 메구단의 멤버 전원에게 면접이라고 칭해 누가 메구미에게 적합한지 모양을 보고 있었다. 메구미의 어머니답게 미인이라 마음이 강하다.
소가 세츠카 (蘇我 雪花)
성우 : 마루타 마리 / 한채언
겐조의 누나. 여성인 동시에 신장이 175cm는 넘고 있어, 여장했을 때의 겐조를 꼭 닮았다. 야스다 가로되, "거칠지언정 슈퍼 다이너마이트"라고 불릴 정도로 발군의 스타일. 갑자기 남동생 겐조를 걷어차거나 메구미에게 안기거나 재미있을 것 같은 것을 방에 가지고 돌아가거나, 누나답게 행동 패턴이 겐조와 꼭 닮았다. 겐조와 에를 결합하여 에를 자신의 여동생으로 삼으려 한다. 귀여운 여동생을 만드는 법이라는 이상한 책을 갖고 있다.
하나카인 쿄이치 (花華院 京一)
성우 : 나카키 다카시 / 손종환
미키의 조부. 그룹회사 센샤의 톱으로 일본의 마음, 쿠로마쿠, 카카인오우라고 불리는 대인물. 외동딸을 잃은 슬픔에서 비정상적으로 엄격해지고, 또 딸을 지키지 못한 사위를 연약하게 매도하며, 손자인 미목을 행복하게 하기 위해 명가인 악산가의 적남을 용서한다. 나중에 미키의 심중에 무관심했던 것을 후회하여, 어느 정도 상냥해져 있다.
코바야시 조부 (小林祖父)
성우 : 츠지 신파치 / 최준영
코바야시의 조부. 무사도의 도량을 열고 사범을 맡고 있다. 한글자를 어릴 때부터 현대 최강의 무사로 키우기 위해 무술과 정신적 수련을 많이 했다. 한 글자뿐 아니라 무사를 키우는 것이 보람된 듯 많은 아이들에게도 지도를 하고 있다.
후지키 지로 (藤木 次郎)
성우 : 우라 카즈에
이치로의 남동생. 범인의 오빠에 대해서는 말은 꺼내지 않지만 바보로 만들고 있다. 형과 마찬가지로 놀라는 얼굴이 무섭다.
야스다 유스케 (安田 勇助)
성우 : 후치자키 유리코
타스케의 남동생. 역시, 야스다의 남동생만 있어 변태. 아이인 것을 이용해, 메구미나 미키에게 껴안고 형에게 꾸중을 듣는다. 형과 달리 어느 쪽인가 하면 직설적인 쪽이 취향인 것 같다.

### 기타 등장인물 목록
타카미 (タカミ)
성우 : 이쿠라 카즈에
중학교때 겐조의 전 여자친구. 꽤나 남자같은 성격으로, 중학교때 적대하는 아카츠키 중학교와의 싸움때 겐조에게 도움을 받은것을 계기로 겐조와 사귀게 되지만, 금방 훌라해 버린다. 에를 겐조인 그녀와 착각하여 헤어지게 하려고 하지만 에와 접하는 동안 호의를 가져, 에와 겐조와의 사이를 응원하게 되었다. 은혜가 마음을 연 몇 안 되는 여자.
이치군 (一君)
성우 : 토요시마 마치코
괴롭힘을 당하는 초등학생 케이코에게 억지로 끌려가서 강해지도록 단련되지만, 도중에 버려져 버린다. 그러나, 메구미와 겐조의 도움으로 마음이 강한 남자로 성장해 간다.
카즈키 (一樹)
소년시대의 고바야시를 동경하고 있던 남자아이. 병약해서 학교도 제대로 다닐 수 없었던 것 같고, 자택의 창문에서 언제나 고바야시(小めていた)를 바라보고 있었다. 나쁜 아이에게 괴롭힘을 당하던 참에 고바야시에게 도움을 받은 것이 계기가 되어 친구가 되어, 고바야시처럼 강해지는 것을 꿈꾸지만, 이루지 못하고 병마에 져 죽고 말았다. 카즈키의 어머니가 만든 인형을 유품으로서 코바야시는 언제나 몸에 지니고 있다.
미스터 스미스
성우 : 토비타 노부오
숱한 난사건을 해결해 온 투시 능력자 미키의 도움으로 마본 하늘의 은혜를 찾는데 조언한다.
삐에로
성우 : 쿠사오 타케시 / 서윤선
오르리안 왕국의 제4왕자. 세계 각국에 50명 가까운 여자친구가 있는 바람둥이. 메구미에게 마음을 빼앗기는 여자친구를 들켜버려서, 메구미에게 후려갈기고 말았다.
카케루 코 (×子)
성우 : 와타나베 쿠미코
겐조에게 10초 만에 차인 것을 역한으로, 겐조를 거리의 불량을 사용해 습격하게 한 여고생.
무라카미 (村上)
성우 : 사쿠라이 토시하루
쿄타이의 거리의 불량동료들로부터는 점보 무라카미라고 불렸다. 파워를 살려 게이코를 덮쳐 궁지에 몰아넣어도 메구미에게 KO되고 만다.

### 메구단의 적
가쿠산 타카오 (岳山 隆雄)
성우 : 모리쿠보 쇼타로 / 양석정
미키의 약혼녀. 장발의 미형의 청년. 총자산액 7000억엔 초과, 그룹 총수 20만명의 명가 타케야마가의 철거했다. 가업 없는 정략의 집으로 자라며 성격은 자기중심적이고 탐욕스럽고 교활한 야심가. 본인의 의사와는 상관없이 집안끼리의 결정에 의해 만난 적도 없는 채 미키의 약혼자가 되어 있었다. 악산가의 남자는 무술에 있어서도 상당히 단련되어 있는 듯, 핀포인트로 적의 주먹을 공격해 손가락을 부상시키는 지극히 고등 기술을 자랑한다. 그 밖에도, 목도를 든 불량배나 나이프를 가진 야나기자와를 맨손이며 흠집 없이 두들겨, 메구미에게조차 "이길 마음 먹었으면 곧 당했다"라고 방어 일방에 빠뜨릴 정도로 굉장함을 자랑한다. 진정한 두려움은 수단을 가리지 않는 음습함과 잔혹성에 있으며, 화화원가의 재산과 명성에 집착해 뱀처럼 미목을 노린다. 등장할 때마다 흉악해져 가는, 메구단 최악의 적으로서 본작의 최종보스적으로 존재한다.
타나카 하지메 (田中 一)
1. 타케야마 타카오의 위명
2. 타케야마 타카오의 카게무샤(仮武者の)의 가칭. 타케야마 게임시에, 타카오의 카게무자로서 등장. 상당한 심부름꾼이지만, 고바야시에게 패하고 만다.

야나기사와 (柳沢)
성우 : 마츠모토 야스노리 / 이주창
불량 그룹의 리더권투를 쓰다. 자기도취형 성격으로 자신이 주역을 맡을 줄 안다.동료들을 이용해 공격하려고 생각하고 있어, 언제나 좋은 놈을 가장하고 있었다. 메구미와 겐조에 얽혀 쓰러진 불량 동료의 원수를 구실로 등장. 작중, 겐조를 KO한 유일한 남성. 메구미와의 격투에서는 아군도 희생하는 힐한 테크닉으로 일시적으로 우세하지만, 무거운 짐을 벗은 채 그것을 빼고 진심을 낸 겐조에게 어이없이 반격을 당한다. 본성이 드러나 추레하게 져서 동료에게 버림받고 미쳐 복수를 향하던 중 악산이 나타나 철저히 두들겨 맞는다. 차제에 실력의 차이와 압도적인 악의 위압감에 격의 차이를 실감하고 악산의 졸개가 된다. 자신의 그릇을 눈치채고는 머리를 검게 물들이고 조연으로 일관해, 종반에서는 한발 물러선 입장에서 진행역이 되고 있다. 메구단과는 다른 의미로 혜에 매료되어 버린 것 같다. 타케야마가 야나기사와에게 신원을 감추기 위한 호적을 만들어 야가와 타쿠야라는 이름이 있지만, 그 쪽도 사용하고 있는 모습.
토모 (トモ)
성우 : 마츠모토 유키
악산게임에서 혜달을 유인하기 위해 한 몫 한 여자아이. 악산에 돈으로 고용되었으니, 혜달에게 더 이상의 적의나 악의는 없었고, 반대로 혜가 궁지에 몰렸을 때 구하려고 하였다.
마네 (真根) (형)
성우 : 에가와 히사오
거리에서 제일가는 나쁜 놈. 가장 미친 놈이라던걸. 겐조와 같은 아카츠키 중학교 시절에 후배 겐조에게 때려눕힌다. 체면이 구겨진 마네 형은 복수를 기도해도 모조리 겐조에게 졌다고 생각된다. 이후 복수의 기회를 엿보고 있었다.
마네 (동생)
성우 : 시부야 시게루
아카츠키 중학교 시절, 겐조에게 산산조각 당한 것과 메구미에게도 졌기 때문에 복수에 불탄다. 형과 달리 아름다운 은혜에 대해 끈질기게 노린다.
아오타 (青田)
성우 : 키사이치 준
야나기사와의 졸개. 야마토나데시배에서 메구미들을 습격하는 불량배. 야스다를 뭇매질하여 골짜기 밑바닥에 내던지거나 양미를 습격하는 등 흉악한 성격.야나기사와가 거리를 떠난 뒤, 그 후로 불량 그룹의 보스가 되었지만, 겐조에게 몇번이나 두들겨 맞고 있다.
호소이 (細井)
성우 : 마츠모토 야스노리
다케야마 다카오의 측근이자, 다케야마 가문을 대대로 섬기는 영조 중 한 명이다. 목적을 위해서라면 수단을 가리지 않는 냉혹함을 가지고 있다. 다카오조차 정체를 알 수 없는 수수께끼의 흉악인물.
카도타 (門田)
성우 : 토리우미 카츠미
가쿠산 타카오의 졸개허혼사건으로 미행에 실패한 부대의 리더로 대신하여 새 리더가 되었다. 그 후도, 타케야마 게임에서는, 야나기사와의 서포트로 철저히 하는 등 실무 부대의 정리역인 것 같다.

### 「마본」 관계자
마법사
성우 : 치바 카즈노부
자식들에게 구박받는 것을 은혜에게 받은 보답으로 마본 하늘의 은혜를 준 인물. 소악마에게 마법사를 시켜 달라고 부탁하고, 모습만 마법사가 되고 말았다. 아마 소악마의 연습대나 변덕으로 이상한 인생을 살게 된 불쌍한 사람.
갓파 (가수이름)
성우 : 오오타케 히로시
레이코가 훔쳐온 마본의 악마. 소원을 이룰것을 약속하고 후지키에게 시련을 준다. 후지키는 멋지게 시련을 완수하지만 약속을 이행하지 못하고 성불하고 만다. 그러나, 종반에 악산에 의해 벼랑까지 몰린 후지키의 탈출에 힘을 빌려 주고 있어, 약속을 완수했다고 말할 수 있을지도 모른다(후지키는 아마 눈치채지 못했다). 하동의 정체는 물에 빠진 자신의 딸을 구하기 위해 숨진 아버지였다. 말을 잘해 마본의 성질을 아는 데 힌트가 되는 발언도 많다.
소악마
성우 : 우메즈 히데유키
혜를 여자로 만든 장본인. 꽤 변덕스러운 성격.악마답게 여러 가지 마법을 사용할 수 있는 것 같아 겐조에게 저주를 내린 적도 있다. 마지막회에는 스스로를 "소원을, 약속을 완수하지 못한 자"라고 말하고 있어 그 정체에 대해서는 여러 가지 설이 있었지만, 완결 후의 외전에 의해서, 일찌기 자신의 마을이 습격당해 옥에 갇혔을 때, 구원의 손길을 내밀어 준 소녀와의 약속을 완수하지 못했기 때문에, 성불하지 못하고 악마가 된 자임이 밝혀졌다. 혜달을 괴롭히던 것은 아니었고, 실은 혜의 소망을 이루려 했음이 밝혀져 외전에 의해 진실로 본편이 완결된다고 할 수 있다. 의외로 본모습은 꽤 잘생겼어또한 그 외전으로 마본이 버려져 버렸지만, 본인은 성불한 듯하다.

## 제작진
- 원작 / 니시모리 히로유키
- 감독 / 오쿠와키 마사하루
- 미술 / 히가시 준이치
- 음악 / 이케다 다이스케
- 각본 / 오기사와 노부오, 마사키 히로, 요시무라 겐지
- 제작 / TV 도쿄, TMS 엔터테인먼트

### 우리말 제작
- 번역 / 이소영
- 우리말 녹음&믹싱 / 김세광
- 종합편집 / 장성준
- 타이틀 / 최선옥
- 연출 / 계인선